# Charger (canción)
«Charger» es una canción de la banda virtual británica Gorillaz, con Grace Jones. El lanzamiento de la canción se produjo el 28 de abril de 2017, a través del quinto álbum de estudio de la banda, Humanz.

## Composición y grabación

### Orígenes
Uno de los objetivos de Albarn durante la producción de Humanz, fue representar a las artistas femeninas más a fondo. Hablando en una entrevista, Albarn mencionó a Bobby Womack, Ike Turner, e Ibrahim Ferrer como ejemplos de músicos «patriarcas» con los que ya había colaborado; Albarn también deseaba colaborar con «matriarcas», creyendo que era necesario para un álbum titulado Humanz.
Según Albarn, él y Jones ya se habían reunido varias veces antes de grabar «Charger» juntos, Albarn dijo: «La conocí una vez en su club nocturno, donde cometí el error de decir que se parecía a Caperucita Roja porque llevaba una capa roja. Se dio la vuelta y dijo 'Little Black Riding Hood', y regresó al club. No volví a hablar con ella». A pesar de los pasos en falsas presentaciones, Jones más tarde asistió a una presentación de Albarn; Monkey: Journey to the West, admitiendo ella a Albarn que le gustó. Jones y Albarn se conocieron a través de filiales de gestión mutua, aunque Albarn enfatizó que no facilitó el proceso de colaboración con ella.

### Grabación
La programación resultó difícil desde el principio, ya que Albarn afirmó que tardó unos cuatro meses en asegurar un día de grabación con Jones. Durante este período, Albarn continuó trabajando en «Charger»; para cuando Jones estaba disponible para grabar, Albarn ya había construido la instrumental en el que cantaba una vocalista anónima, que se suponía era Pauline Black, ya que aparece en la versión Super Deluxe del álbum.
Una vez que Jones y Albarn se reunieron en el estudio, Albarn tocó la canción. Jones fue inicialmente ambivalente, quejándose de un "ruido". Albarn cuestionó repetidamente a Jones sobre cuál podría ser el ruido, llegando a la conclusión de que Jones no estaba satisfecho con el canto del otro vocalista. Después de que Albarn eliminó las voces de la cantante Pauline Black de «Charger», Jones estaba preparado para comenzar a grabar. Al comentar sobre el momento, Albarn dijo: «Ella no diría que era la voz de esta otra persona. Una vez que se eliminó la voz, la pista estaba lista para trabajar. Algunas personas no necesariamente quieren estar en la misma sintonía, con alguien más».
La sesión de grabación de Jones fue prolongada y frenética, con una duración de cuatro horas. Jones participó en gran parte de la sesión, y con tal intensidad que Albarn se sorprendió, diciendo: «Es algo sobrenatural, su energía. No es completamente de este mundo». Algún tiempo después de la sesión de grabación, Albarn cubrió el suelo con trozos de papel con las letras de Jones impresas en ellos, elaborando así las letras de «Charger» a partir de los fragmentos que considere adecuados. La mezcla final de «Charger» la compuso el ingeniero Stephen Sedgwick y contiene 90 pistas separadas.

## Personal
- Damon Albarn: vocales, guitarra, sintetizadores
- Grace Jones: vocales
- Remi Kabaka: percusión
- Stephen Sedgwick: configurador
- The Twilite Tone: programación de percusión, sintetizadores adicionales, producción